# Гулашкирд (Иран)
Гулашкирд такође познат као Фарјџаб или Парјџаб или Валашгирд  био је важан град у иранској покрајини Керман током средњег века као станица на трговачким путевима од Персијског залива и Персије до Индије, а такође и до средње Азије.
Данас град лежи у модерном Фарјабу, малом селу североисточно од Бандар Абаса, јужно од Џирофта и 50 км северно од Мантиџана, у близини града Мануџан и Рудхана и Дузди реке.
Кроз историју град је био снажно утврђен град са дворцем познатим као Кфтшах и опслуживали су га канати који су омогућили да у овом подручју расту Индиго, наранџе , датуле  и жито .Споменули су га арапски географи Мукадаси и Јакут ел Хамави као и Марко Поло.
Село се предлаже  као могућа локација за изгубљеног града Александрије Карманије, који је основао Александар Велики месецима пре него што је умро у Вавилону.  Управо је на  том подручју пронађена грнчарија која је припадала Старогрчки језик.